# Kamešnica (Sjenica)
Kamešnica (Servisch cyrillisch Камешница) is een plaats in de Servische gemeente Sjenica. De plaats telt 442 inwoners (2002).